# レイル (雑誌)
『レイル』（The Rail）は、株式会社エリエイ出版部（プレス・アイゼンバーン）より出版されている季刊の鉄道記録雑誌である。エリエイは『レイル』のほか、『とれいん』も刊行している。

## 概要
1978年4月、黒岩保美の企画によりB5判の月刊誌として刊行され、1979年4月に姉妹誌の『マイレイル』と統合されるが、1980年4月号（通刊第25号）で月刊誌としては終焉を迎えた。同年に『とれいん』の増刊号（A4変形判）としてNo.1が発行され、この通し番号で不定期発行が続けられた。1983年には、従来の雑誌（増刊号）扱いから、書籍扱いに変更されている。
2代目編集長は寺田貞夫。2009年現在の編集は3代目の前里孝、発行人は平井憲太郎である。
『レイル』の狙いは、「“ちょっと古い”鉄道の話題」を掲載・記録に残すことであり、日本だけでなく英国、中国など、外国の鉄道の情報と写真も積極的に取り上げている。
湯口徹の私鉄紀行シリーズとして、昭和30年代のローカル非電化私鉄と軽便鉄道を対象に、1985年から不定期に発行。2010年に計16冊で完結した。